# 톈안먼둥역
톈안먼둥역(중국어 간체자: 天安门东站, 정체자: 天安門東站, 한자음: 천안문동참)은 베이징시 둥청구 둥화먼 가도에 위치한 베이징 지하철 1호선의 역이다. 1999년 9월 28일 톈안먼시 역 ~ 스후이둥 역 구간의 연장 개통으로 영업을 시작했다.
역번호는 117이며, 약칭 “톈둥(天东)”이라고도 부른다. 마찬가지로 서쪽의 톈안먼 서역은 “톈시(天西)”라고도 한다. 인근에 자금성과 톈안먼 광장이 있다.

## 위치
이 역은 베이징 중국국가박물관의 북문에 위치하고 있으며 천안문광장 동쪽에 인접해 있으며, 천안문광장에서 대형 행사가 있을 때 베이징 지하철 2호선 첸먼 역과 함께 임시폐쇄 조치돼 톈안먼 서역이 동시에 임시폐쇄되기도 한다.

## 구조
톈안먼둥역은 푸바선(复八线)의 3개 3층역 중 하나로 전장 218.3m, 폭 24.2m, 높이 15.25m, 주요 구조는 3층 3과 복주 프레임 구조다. 역내에는 세서미 화이트 화강암 바닥과 안시(安溪) 붉은 화강암 기둥, 알루미늄 합금 천장을 사용하여 흰색을 주색으로 하고 “계왕개래(继往开来)”라는 주제로 꾸며졌다.

### 층별 구조
| G  | 지면                            | B－D출구                                       |  |
| B1 | 지하통로                        | A출구, 천안문 광장 보안 점검                   |  |
| B2 | 대합실                          | 보안검색, 자동발매기, 고객 서비스 센터, 경무실 |  |
| B3 |                                 | ← ■ 1호선 핑궈위안 방면(톈안먼시)              |  |
| B3 | 섬식 승강장, 왼쪽 출입문이 열림 |                                                |  |
| B3 | → ■ 1호선 쓰후이둥 방면(왕푸징) |                                                |  |

### 대합실

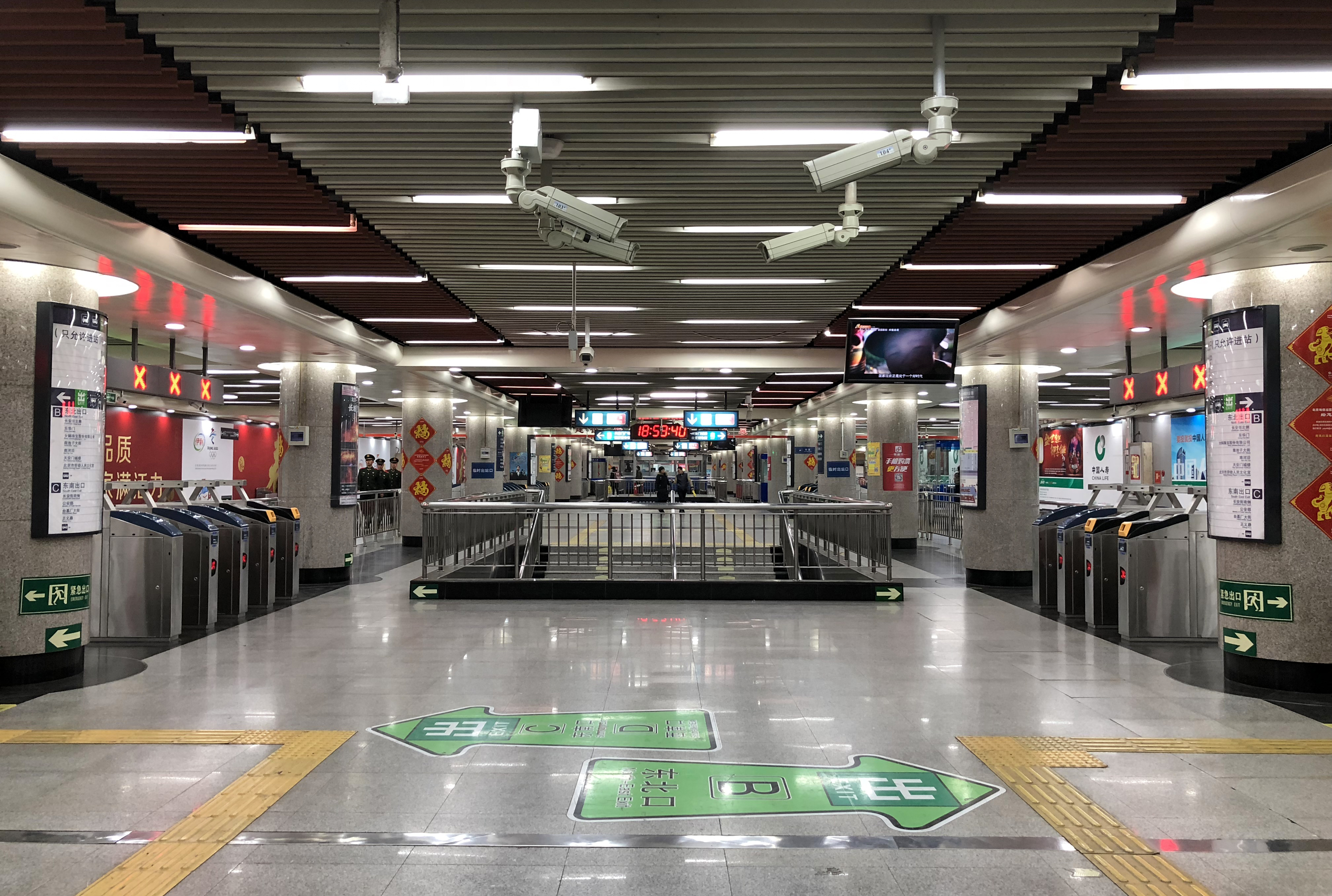
역 대합실

톈안먼둥역의 대합실은 기존 천안문 동쪽 지하통로 아래에 위치하며 지상 70급계단에서 4.5m 떨어져 있다.

### 승강장
톈안먼둥역은 폭 16m의 섬식 승강장 1개가 설치되어 있으며, 둥창안가 지하에 있다. 스크린도어는 2017년에 추가로 설치했다.

### 출구
본 지하철역은 청 4개의 출구가 있다.: A서북, B동북, C동남, D서남. 그중 A입구는 천안문 광장 동쪽 지하도 안에 있으며, 천안문 광장의 안전 격리 구역으로, 현재는 단방향으로만으로 진입만 가능하고 나올 수는 없다.
| 출구번호                                                      | 위치        | 출구 인근                                                                                        |
| ------------------------------------------------------------- | ----------- | ------------------------------------------------------------------------------------------------ |
| (입구전용)                                                    |             | 천안문, 노동인민문화궁                                                                           |
| 出口 · B                                                      | 창안가 북측 | 창안가(长安街)북측, 동화문, 난츠쯔 대가(南池子大街), 난허옌(南河沿), 천안문 성루, 노동인민문화궁 |
| 出口 · C                                                      | 창안가 남측 | 창안가 남측, 중화인민공화국 공안부, 타이지창 대가(台基厂大街), 정이로(正义路)                    |
| 出口 · D                                                      | 창안가 남측 | 창안가 남측, 중국국가박물관, 천안문 광장                                                         |
| 아이콘 설명: 시각 장애인 안내 경로 \| 경사로 \| 휠체어 리프트 |             |                                                                                                  |